# محمدالامین عموره
محمدالامین عموره (عربی: محمد الأمين عمورة؛ زادهٔ ۹ مهٔ ۲۰۰۰) بازیکن فوتبال اهل الجزایر است.
وی همچنین در تیم ملی فوتبال الجزایر بازی کرده‌است.